# Otto Fried (Politiker)
Otto Fried (* 1. Dezember 1897 in Neunkirchen; † nach 1932) war ein deutscher Politiker. Er gründete 1932 die Liste Otto Fried, die bei der Wahl zum Landesrat 1932 gegen die NSDAP antrat.

## Leben
Otto Fried wurde in Neunkirchen geboren und war gelernter Maschineningenieur. Er besaß ein Kalkwerk in Börsborn bei Homburg und war politisch aktiv. Er war Gründungsmitglied der Neunkircher Ortsgruppe der NSDAP und saß für die Partei im Stadtrat und im Ottweiler Kreistag. Fried hatte allerdings gegen Gauleiter Jakob Jung intrigiert und sich gegen die Parteiführung in der Frage der Zusammenarbeit und Bekämpfung der Regierungskommission des Saargebietes gewandt. Er warf der Parteileitung „Feigheit vor dem Feind“ vor. Am 21. August 1928 wurde er der Üblen Nachrede gegen Bartholomäus Koßmann von der Regierungskommission angeklagt und zu zwei Monaten Haft verurteilt. Diese Tat gefährdete die Existenz der NSDAP. Zusätzlich begann Fried eigenmächtig Befehle an Ortsgruppen zu geben, agitierte gegen Gottfried Feders Saardeutsche Volksstimme und machte Fehler in der Parteiarbeit. Am 5. Dezember 1929 wurde er daher formal aus der Partei ausgeschlossen. Ein Wiederaufnahmeantrag wurde 1930 abgelehnt.
Fried, der sich insbesondere in der Saarrentnersache engagierte, begann nun mit den kommunistischen Kräften im Saarland gemeinsam auf Protestveranstaltungen aufzutreten. Zur Landratswahl 1932 trat er mit eigener Liste an, die „durchgehend aus pensionierten Bergarbeitern bestand“. Er erreichte im Landesdurchschnitt 0,9 % der Stimmen, wobei er jedoch in Wiebelskirchen mit 8,6 %, Fischbach mit 3,6 % und Quierschied mit 6,8 % vor der NSDAP lag. Die besten Ergebnisse erreichte er in Altstadt und Limbach mit 16,2 % beziehungsweise 30,6 %. Er verfehlte jedoch den Sitz im Landesrat.
Nach den Wahlen soll er sich der KPD zugewandt haben. Über sein weiteres Schicksal ist nichts bekannt.